# Mesopolystoechus apicalis
Mesopolystoechus apicalis là một loài côn trùng trong họ Polystoechotidae thuộc bộ Neuroptera. Loài này được Martynov miêu tả năm 1937.